# Манн, Эрика
Эрика Манн (нем. Erika Julia Hedwig Mann; 9 ноября 1905, Мюнхен — 27 августа 1969, Цюрих) — немецкая писательница, юмористка и актриса, журналистка. Старшая дочь писателя Томаса Манна, лауреата Нобелевской премии.

## Биография
Эрика Манн родилась в Мюнхене в семье знаменитого немецкого писателя Томаса Манна и его жены Кати Манн. Детство у Эрики было благополучным, в доме Маннов собиралось интеллектуальное сообщество и творческая интеллигенция. По окончании обучения Эрика Манн пошла работать в один из берлинских театров.
В 1924 году Эрика Манн начала серьёзно заниматься театром. Она играла в постановках в Берлине и Бремене. В 1925 году она участвовала в премьере спектакля по пьесе её брата Клауса Anja und Esther.
24 июля 1926 года Эрика Манн вышла замуж за немецкого актёра Густафа Грюндгенса, но уже в 1929 году пара развелась. В 1927 году Эрика и Клаус отправились в кругосветное путешествие, которое позднее описали в своей книге Rundherum; Das Abenteuer einer Weltreise. В следующем году Эрика начинает заниматься журналистикой и политикой.
В 1931 году Эрика Манн была приглашена для участия в фильме «Девушки в униформе», знаменитой драме на лесбийскую тематику, но покинула съёмочную площадку до окончания съёмок.
В 1932 году Эрика Манн опубликовала свою первую детскую книгу. В следующем году Эрика, её брат Клаус и Тереза Гизе основали антинацистское кабаре «Пфеффермюле» (рус. Перечная Мельница), тексты для которого в основном писала Эрика. Она стала последней из семьи Маннов, кто покинул Германию после прихода к власти нацистов.
Вырваться из нацистской Германии ей помог Уистен Оден, заключивший с ней фиктивный брак в 1935 году. Эрика и Оден никогда не жили одним домом, но сохранили дружеские отношения и формальный брачный статус до смерти Эрики.
В 1937 году Эрика переезжает в Нью-Йорк, где вновь открывает кабаре The Peppermill. Эрика живёт вместе с Терезой Гизе, Клаусом, Хуаном Миро и другими беженцами, выходцами из артистической среды, в частности Куртом Вайлем, Эрнстом Толлером и другими.
В 1938 году Эрика и Клаус писали репортажи о Гражданской войне в Испании. В том же году Эрика опубликовала книгу «Школа Варваров» (англ. School for Barbarians) о системе образования в нацистской Германии. В следующем году Эрика и Клаус выпустили совместный роман Escape to Life об известных немецких беженцах. Во время войны Эрика активно занималась журналистикой в Англии. После окончания Второй мировой войны она была одной из немногих женщин, освещавших Нюрнбергский процесс.
После войны в условиях маккартизма и Эрика, и Клаус попали в поле зрения ФБР в связи со своими левыми политическими взглядами и слухами об их гомосексуальности. В 1949 году Клаус, испытывая сильнейшее разочарование от послевоенных реформ в Германии, впал в депрессию и покончил с собой. Это событие опустошило Эрику.
В 1952 году Эрика Манн переехала в Швейцарию к родителям. Она помогала отцу в его писательской деятельности и стала его ближайшим доверенным лицом. Она отвечала за публикации его книг, а также работ своего брата Клауса.
Эрика Манн умерла в Цюрихе в 1969 году от опухоли мозга.